# Sagartia troglodytes
Sagartia troglodytes är en havsanemonart som först beskrevs av Price in Johnston 1847.  Sagartia troglodytes ingår i släktet Sagartia och familjen Sagartiidae. Arten är reproducerande i Sverige. Inga underarter finns listade i Catalogue of Life.